# Aegiphila hystricina
Aegiphila hystricina là một loài thực vật có hoa trong họ Hoa môi. Loài này được Aymard & Cuello mô tả khoa học đầu tiên năm 2004.